# Dan Vidlat
Dan Vidlat – amerykański zapaśnik w stylu wolnym. Złoty medal na mistrzostwach panamerykańskich w 1993 roku.